# Anton Gratzhofer
Anton Gratzhofer (13. prosince 1863 Völkermarkt – 30. března 1922 Klagenfurt) byl rakouský politik německé národnosti z Korutan, na počátku 20. století poslanec Říšské rady.

## Biografie
Působil jako kloboučník ve Völkermarktu.
Působil i jako poslanec Říšské rady (celostátního parlamentu Předlitavska), kam usedl ve volbách roku 1901 za kurii městskou v Korutanech, obvod St. Veit, Feldkirchen, Friesach atd. Ve funkčním období 1901–1907 se uvádí jako Anton Gratzhofer, kloboučník a majitel realit.
Ve volbách do Říšské rady roku 1901 se uvádí jako kandidát Německé lidové strany.
V červnu 1918 se stal starostou města Völkermarkt. Předtím zastával post náměstka starosty. Město mu udělilo čestné občanství. Po průniku jihoslovanských jednotek do Korutan v době zániku monarchie ale uprchl do Klagenfurtu, kde pak trvale žil.
Zemřel v březnu 1922 ve věku 59 let.